# Léonard Duphot
Léonard Mathurin Duphot (ur. 21 września 1769 w Lyonie, zm. 27 grudnia 1797 w Rzymie) – francuski generał czasów Wielkiej Rewolucji, drugi z kolei narzeczony późniejszej królowej szwedzkiej Désirée.
Wstąpił do wojska mając 15 lat, a więc jeszcze za czasów królewskich. W roku 1789, po wybuchu rewolucji, przyłączył się do ochotniczych batalionów rewolucyjnych. W tzw. II Roku Ery Rewolucyjnej został dowódcą batalionu.
W roku 1796 wyróżnił się w czasie kampanii włoskiej Napoleona i otrzymał od niego zadanie zorganizowania armii Republiki Cisalpińskiej. W tym samym roku został mianowany generałem brygady. W 1797 objął dowództwo nad wojskami francuskimi w Rzymie. W pałacu ambasadora Francji Józefa Bonapartego poznał jego szwagierkę Désirée Clary (poprzednio zaręczoną z samym Napoleonem), zyskał jej uczucia i zaręczył się z nią. Pod koniec grudnia tego roku wybuchły w Rzymie zamieszki antyfrancuskie: demonstranci zaatakowali ambasadę i Duphot zginął od kuli, broniąc budynku. Pozostawił syna z nieprawego łoża, którego losem zajęła się Désirée.
Napoleon napisał o nim w swym Pamiętniku ze Świętej Heleny: „młody Duphot rokował jako generał wielkie nadzieje. Był wcieleniem cnoty i odwagi”.